# Volkmar Parschalk
Volkmar Parschalk (* 13. Mai 1934 in Innsbruck; † 25. August 2016 in Wien) war ein österreichischer Kulturredakteur, der vor allem als langjähriger Theater-, Opern- und Literaturkritiker des Radiosenders Ö1 bekannt wurde.

## Leben
Parschalk wurde 1968 auf Wunsch von Ernst Schönwiese vom ORF-Generalintendanten Gerd Bacher beauftragt, für den Radiosender Ö1 eine Kulturredaktion aufzubauen. Parschalk hat nicht nur den Kulturteil in die „Journale“ genannten Ö1-Nachrichtensendungen (Morgenjournal, Mittagsjournal, Abendjournal bzw. Nachtjournal), sondern auch folgende wöchentliche Radiosendungen eingeführt: die Literatursendung Ex Libris, die Theatersendung Im Rampenlicht, die Opernwerkstatt sowie die populäre, werktägliche "Von Tag zu Tag"-Publikumsendung.
Parschalk, der bis 1995 Leiter der Ö1-Hauptabteilung Kultur war, hat Ende 2007 an der „Freien Bühne Wieden“ Schillers Der Parasit unter dem Titel Schmiergeld von der Waffenlobby inszeniert.
Er wurde am Neustifter Friedhof bestattet.

## Auszeichnungen
- 1991: Österreichischer Staatspreis für Kulturpublizistik
- Salzburger Kritikerpreis